# 华中阜外医院
华中阜外医院，原称阜外华中心血管病医院，位于河南省郑州市郑东新区，为中国医学科学院阜外医院、国家心血管病中心与河南省人民政府合作共建的三级甲等公立医院。医院依托河南省人民医院，同时挂牌河南省人民医院心脏中心，也是国家心血管病中心华中分中心所在地。

## 概况
阜外华中医院总占地面积253.13亩，建筑面积40.38万平方米。医院设编制床位1,000张，其中重症监护床位132张，开放病区34个。医院拥有15个临床学科，其中国家临床重点专科9个、河南省医学重点学科11个。医院有职工1,301人，其中卫技人员1,122人，博士和硕士461人，博硕导师49人，高级职称146人，享受国务院特殊津贴专家和省管专家7人。

## 历史
2012年12月，河南省人民政府与中国医学科学院阜外医院签订“合作共建框架协议”。2013年5月15日，国家卫生计生委批复河南省卫生厅，同意合作新建的心血管病医院使用“阜外华中心血管病医院”名称。同年，项目选址郑东新区白沙园区。医院项目于2014年12月8日开工建设，2016年9月20日封顶，并于2017年竣工。2017年12月16日，阜外华中心血管病医院正式开诊投用。2018年12月16日，医院通过三级甲等评审。
2019年5月15日，医院更名为“华中阜外医院”，同时挂牌“国家心血管病中心华中分中心”、“河南心血管病中心”、“郑州大学华中阜外医院”，成为郑州大学的一所附属医院。
2021年7月20日，郑州市因特大暴雨引发水灾，医院因地处贾鲁河泄洪区而受灾严重。医院一楼被完全淹没，大量医疗设施被淹，近五千人被困。7月21日凌晨两三点左右，医院开始停水停电，整个医院仅有三个ICU病房用在发电机维持。7月21日下午，医院开始转移病患、病患家属和医护人员至河南省人民医院。22日起，两架救援直升机在两家医院间轮流转运重症患者，其余人员则通过冲锋艇和大巴转运。

## 接驳交通
| 阜外华中心血管病医院北门 | 阜外华中心血管病医院北门 | 阜外华中心血管病医院北门 | 阜外华中心血管病医院北门 | 阜外华中心血管病医院北门 |
| 编号                     | 路线                     | 路线                     | 路线                     | 备注                     |
| ------------------------ | ------------------------ | ------------------------ | ------------------------ | ------------------------ |
| 301                      | 工贸路公交站             | ⇆                        | 市体育中心               |                          |
| 303                      | 工贸路公交站             | ⇆                        | 东风南路商都路           |                          |
| 305                      | 明理路金水东路           | ⇆                        | 白沙镇星联厨卫城         |                          |
| 312区间                  | 工贸路公交站             | ⇆                        | 明理路金水东路           |                          |

| 阜外华中心血管病医院 | 阜外华中心血管病医院 | 阜外华中心血管病医院 | 阜外华中心血管病医院 | 阜外华中心血管病医院 |
| 编号                 | 路线                 | 路线                 | 路线                 | 备注                 |
| -------------------- | -------------------- | -------------------- | -------------------- | -------------------- |
| 312                  | 河南财政金融学院     | ⇆                    | 公交集团             |                      |
| 312区间              | 工贸路公交站         | ⇆                    | 明理路金水东路       |                      |